# صفية إيرول
الدكتور: صفية إيرول (ولدت في 2 أكتوبر عام 1902 في مدينة أوزون كوبرو وتوفت في 6 أكتوبر عام 1964 في مدينة إسطنبول) كاتبة تركية.
تعد صفية إيرول واحدة من الكتاب المهمين في الأدب التركي بالعصر الجمهوري. كما أنها كتبت روايات تحمل خصائص نفسية وطابع السيرة الذاتية.

## حياتها
ولدت صفية إيرول في مقاطعة أوزون كوبرو بمدينة أدرنة في عام 1902. وهي ابنة لعائلة هاجرت من مقدونيا. تعد أمها أمينة إقبال هانم من الدراويش البكتاشيين، ووالدها سامي بك موظف في بلدية أوزون كوبرو.
انتقلت عائلتها إلى إسطنبول في عام 1906. وعقب إنهائها لتعليمها الإبتدائي واصلت تعليمها أولا في الأكاديمية الفرنسية ثم بعد ذلك في المدرسة الألمانية الثانوية الواقعة في حيدر باشا ثم بعد ذلك المدرسة الألمانية الثانوية الواقعة في بيوغلو. وفي عام 1917 أرُسلت إلى ألمانيا من أجل مواصلة تعليمها من خلال الجمعية التركية – الألمانية. وفي عام 1919 أنهت تعليمها الثانوي بمدرسة فالكينبلاتز الخاصة الواقعة في مدينة لوبك. قامت صفية إيرول بدراسة الفلسفة والأدب بجامعة ميونيخ. وفي عام 1926 أنهت صفية الدكتوراه الشرقية بمشروع «أسماء الزهور في اللغة العربية» وعادت إلى إسطنبول كأستاذ في الفلسفة.
و عقب عودتها إلى تركيا نشرت صفية إيرول مقالات ترتكز على قضايا المرأة في مجلات مثل «المجلات الوطنية وكل شهر». وقامت بتراجم باسم «صفية سامي». وكتبت أيضاً قصص من خلال استخدام اسم «ديلارا». وكانت صفية إيرول مهتمة للغاية بالسياسة وشاركت في أنشطة حزب الشعب الجمهوري. وكانت عضو في البرلمان في بلدية إسطنبول. وفي عام 1931 تزوجت صفية إيرول بنور الدين إيرول كبير المهندسين في القوات البحرية. لم يكن لدى صفية إيرول أطفال. وفي هذه الأعوام عندما توفت شقيقتها رفيا هانم قامت صفية بتسجيل ابن شقيقتها بإسمها وقامت بتربيته.
وفي عام 1938 نشرت أول رواية لها بعنوان «كاديكويو». وفي العام نفسه نُشرت رواية «عاصفة الرياح» في أنحاء الجمهورية وفي عام 1944 طُبعت كرواية. وفي عام 1945 نشرت صفية إيرول تراجم بعنوان «فتاة الماء» من فريدريك دي لا موت وفي عام 1941 نشرت ترجمة «إمبراطورية برتغالية» من سلمى لاغرلوف. وفي عام 1946 أصدرت أول طبعة من رواية " Ciğerdelen ".
وفي عام 1947 عقب التقائها بسميحة أيفردي ارتبطت بالمذهب الرفاعي حيث كانت صفية إيرول تلميذته. وعقب وفاة كينان الرفاعي شيخ الطائفة أعدت صفية إيرول بحث فلسفي مكون من ثلاثة أجزاء حوله في عام 1951. واحتلت هذه الدراسة مكاناً في الكتب الإسلامية في ضوء القرن العشرين وكينان الرفاعي.
وفي عام 1955 صُدرت أخر رواية لصفية إيرول بعنوان «الكاهن دينيري» في صحيفة ترجمان. وفي عام 1962 نشرت مقالاتها بعنوان «عصر السعادة» في صحيفة «يني إسطنبول». وحللت صفية إيرول كتاب بعنوان «شجرة الرحمة التي تنتهي في الصحراء».
توفت صفية إيرول 1 أكتوبر عام 1964 في مدينة إسطنبول. ودفُنت في مقبرة كاراجا أحمد.

## أعمالها
•	شجرة الرحمة التي تنتهي في الصحراء
•Ciğerdelen
•	رواية كاديكويو
•	عاصفة الرياح
•	الكاهن دينيري
•	المقالات (مقالات تحولت لكتاب)
•	الموسم الأرجواني

## وصلات خارجية
•	الموقع الرسمي لصفية إيرول